# Shotcut
Shotcut — це безкоштовна кросплатформна програма для редагування відео, аудіо та зображень із відкритим кодом для FreeBSD, Linux, macOS і Windows. Започаткований у 2011 році Деном Деннеді, Shotcut розроблено на MLT Multimedia Framework, який розробляється тим самим автором з 2004 року.

## Особливості
Shotcut підтримує формати відео, аудіо та зображень через FFmpeg. Він використовує часову шкалу для нелінійного редагування відео кількох доріжок, які можуть складатися з файлів різних форматів. Очищення та керування транспортуванням допомагають обробка на основі OpenGL GPU, а також доступна низка відео- та аудіофільтрів. Параметри виводу для версії 2017 року включали Apple ProRes, HDV, DVD, Flash, H.264, анімацію GIF, Ogg-Vorbis, WebM і WMV.
- Підтримка формату через FFmpeg

Покадровий пошук для багатьох форматів Веб-камера та запис звуку Відтворення мережевого потоку (HTTP, HLS, RTMP, RTSP, MMS, UDP) Експорт EDL (CMX3600 Edit Decision List).

### Аудіо
- Аудіо приціли↵ Гучність Пік метр Форма хвилі Аналізатор спектру JACK транспортна синхронізація

### Відеоефекти
- HTML5 як джерело та фільтри Інструменти градації кольорів Депереплетіння Витирати переходи Відстежуйте режими компонування/змішування Швидкість і зворотний ефект для кліпів Ключові кадри Відстеження руху Перепризначення часу Ротоскоп

### Обладнання
- Blackmagic Design SDI та HDMI для моніторингу входу та попереднього перегляду Leap Motion для керування бігом/човником Зйомка веб-камерою Запис звуку на системну звукову карту Захоплення (запис) пристроїв SDI, HDMI, веб-камери (V4L2), аудіо JACK, PulseAudio, IP-потоку та Windows DirectShow Багатоядерна паралельна обробка зображень (якщо не використовується графічний процесор і пропуск кадрів вимкнено) Вихід ключа DeckLink SDI Обробка зображень на основі графічного процесора OpenGL із лінійним 16-бітним числом із плаваючою комою для кожного кольорового компонента

### Інший
- Не залежить від системних кодеків Може працювати як портативний додаток із зовнішнього диска Пакетне кодування з контролем завдань Потік (кодування в IP) файлів і будь-якого джерела захоплення Вимірювання якості відео (PSNR і SSIM) Виконайте перевірку цілісності аудіо/відеофайлу Перегляд детальної інформації про аудіо/відеофайл Вибір із шести різних інтерфейсів, наприклад аудіо- та відеоефектів.

## Історія
Shotcut був спочатку задуманий у листопаді 2004 року Чарлі Єйтсом, співзасновником MLT і першим провідним розробником.[5] Поточна версія Shotcut є повністю переписаною Деном Деннеді, ще одним співзасновником MLT і його поточним керівником. Деннеді хотів створити новий редактор на основі MLT і вирішив повторно використати назву Shotcut, оскільки вона йому дуже сподобалася. Він хотів створити щось, щоб використовувати нові крос-платформні можливості MLT, особливо в поєднанні з плагінами WebVfx і Movit.
- Список програм для редагування відео Список безкоштовних програм для редагування відео Порівняння програм для редагування відео Система нелінійного монтажу